# Monteleone di Fermo
Monteleone di Fermo (im lokalen Dialekt: Monteléo) ist eine italienische Gemeinde mit 350 Einwohnern (Stand 31. Dezember 2023) in der Provinz Fermo in den Marken. Die Gemeinde liegt etwa 20 Kilometer südwestlich von Fermo.